# Taylor Rain
Pour les articles homonymes, voir Rain.
Taylor Rain, née le 16 août 1981 à Long Beach, est une actrice pornographique américaine.

## Biographie
Elle se destinait à une carrière d'hôtesse de l'air mais les attentats du 11 septembre 2001 l'auraient fait changer d'avis. Elle se tourne alors vers une carrière dans le X. Celle-ci, débutée en 2001, prendra fin en décembre 2005. Elle annonce alors vouloir fonder une famille et se recentrer sur la mise en scène de films X.
Dès ses premiers tournages, elle est remarquée pour ses « performances » exceptionnelles lors de scènes de fellations et de sodomies. Cette caractéristique, combinée à son enthousiasme et à son apparence de girl next door, lui permettent de devenir rapidement une superstar de la scène X américaine, à l'instar d'autres actrices de la même génération comme Aurora Snow ou Jenna Haze par exemple.
Taylor Rain a toujours refusé les scènes avec des acteurs de couleur noire, bien qu'elle admette avoir couché avec Lloyd Banks du groupe G-Unit et qu'elle avait un certain faible pour 50 Cent.
En décembre 2009, elle annonce son retour derrière la caméra pour réaliser de nouvelles scènes pour le contenu de son site officiel. Début septembre 2010, elle annonce à ses fans son intention d'augmenter sa poitrine de volume.

## Récompenses
- En 2003 pour une "Group Scene" (avec Arnold Schwarzenpecker, John Strong, Trent Tesoro & Mark Wood, dans "Flesh Hunter 5" - Evil Angel), aux XRCO Awards ;
- en 2006 comme "Favorite Anal Starlet" aux F.A.M.E. Awards.